# 미국 올림픽 수영 대표 선발전
미국 올림픽 수영 대표 선발전(United States Olympic Team Trials in Swimming)는 미국 대표로 하계 올림픽에 참가할 대표 선수를 선발하는 대회이다. 미국 올림픽 패럴림픽 위원회가 주관하고 미국 수영 연맹이 운영한다.
첫 대회는 안트베르펜 올림픽에 참가할 선수를 선발하기 위해 1920년에 캘리포니아주 열렸다. 앨러미다(Alameda)에서 열렸다. 남자와 여자 선발전이 별도로 열린 적도 있다.

## 같이 보기
- 하계 올림픽 수영

## 참고 자료
- USA Swimming Olympic Trials page